# Шацкес, Абрам Владимирович
Абрам Владимирович Шацкес (31 июля (13 августа) 1900, Вильно — 4 февраля 1961, Москва) — российский и советский пианист и музыкальный педагог.

## Биография
Родился в Вильне в семье гродненского мещанина Вульфа Шмуелевича Шацкеса (1865—?) и Рохли-Юдес Абрамовны Шацкес (в девичестве Штуцер, 1867—?), родом из Подберезы. Учился в Московской консерватории у Николая Метнера, после эмиграции которого окончил консерваторию с золотой медалью по классу Карла Киппа (1923) и аспирантуру под руководством Константина Игумнова (1928). С 1928 года преподавал там же (с перерывом на рубеже 1940—1950-х гг.), с 1931 года доцент, с 1935 года профессор; работал также в Центральной музыкальной школе. Среди его учеников Мария Гамбарян, Илзе Граубиня, Анна Кантор, Этери Мгалоблишвили, а также его сын Борис Шацкес. С 1940 года член КПСС. В годы Великой Отечественной войны председатель военно-шефской комиссии консерватории, организовал более 4000 тысяч концертов для солдат и офицеров, из них половину на фронте.
На концертной сцене особенно активно выступал в 1920—1930-е гг., зарекомендовав себя в первую очередь вдумчивым интерпретатором и последовательным пропагандистом музыки своего учителя Метнера: в репертуар Шацкеса входили все основные фортепианные сочинения Метнера, которые своим камерным характером и тонкой нюансировкой соответствовали характеру его исполнительского дарования. В конце 1940-х гг. подвергся преследованию за исполнение сочинений композитора-эмигранта, в годы Оттепели способствовал возрождению интереса к его музыке. Записал Первый концерт Метнера (с Государственным академическим симфоническим оркестром СССР под управлением Евгения Светланова), ряд отдельных пьес.
Похоронен в Москве на Новом Донском кладбище, участок 3.

## Семья
- Жена — Эсфирь Фёдоровна Самтер, пианистка, выпускница консерватории по классу С. Я. Фейнберга[8].
  - Сын — Борис Абрамович Шацкес (1931—1985), шахматист, пианист и музыкальный педагог, мастер спорта СССР (1961).
- Племянница (дочь сестры — Берты Вульфовны Шацкес, 1895—?)[9] — Ада Германовна Гончаровская (1912—1997), театральная актриса, режиссёр, заведующая отделом культуры Калининградского облисполкома[10]; автор воспоминаний о своей семье[11].